# Promise (cântec de Ciara)
„Promise” este un solistei al interpretei americane Ciara. Piesa a fost compusă de Polow da Don și interpretată în colaborare cu acesta, fiind inclusă pe cel de-al doilea material discografic de studio al artistei, Ciara: The Evolution. Înregistrarea a fost lansată ca primul single al albumului în octombrie 2006, însă a fost comercializată doar în Statele Unite ale Americii.
Piesa a ocupat locul 11 în Billboard Hot 100 și treapta cu numărul 1 în Billboard Hot R&B/Hip-Hop Songs.

## Lista cântecelor
Disc single distribuit prin iTunes
- „Promise” - 4:27 (versiunea de pe album)

## Clasamente
| Clasament                            | Poziția maximă | Referință |
| ------------------------------------ | -------------- | --------- |
| U.S. Billboard Hot R&B/Hip-Hop Songs | 1              | [ 2 ]     |
| U.S. Billboard Hot 100               | 11             | [ 2 ]     |
| U.S. Billboard Pop 100               | 36             | [ 2 ]     |
| U.S. Billboard Hot Digital Songs     | 24             | [ 2 ]     |
| U.S. Billboard Rhythmic Top 40       | 5              | [ 2 ]     |